# Nati nel 2003/Gennaio
| Questa pagina contiene informazioni ricavate automaticamente dalle voci biografiche con l'ausilio del template Bio e di un bot. L'aggiornamento è periodico e automatico e ricostruisce completamente la pagina. Se manca una persona in questa lista, sei pregato di non aggiungerla, ma accertati piuttosto che la sua voce biografica contenga il template Bio e che i dati anagrafici siano correttamente compilati. Se il template Bio manca, inseriscilo tu stesso o, in alternativa, metti l'avviso {{tmp\|Bio}} che ne segnala la mancanza. Se i dati riportati sono sbagliati, correggi direttamente la voce biografica; le modifiche saranno visibili in questa lista entro pochi giorni. Per chiarimenti vedi il progetto biografie. La lista contiene solo le 256 persone che sono citate nell'enciclopedia e per le quali è stato implementato correttamente il template Bio. Pagina aggiornata al 18 ago 2025. |

- 1º gennaio - Bartol Barišić, calciatore croato
- 1º gennaio - Gian Franco Cabezas, calciatore colombiano
- 1º gennaio - Rafiu Durosinmi, calciatore nigeriano
- 1º gennaio - Hannah Eurlings, calciatrice belga
- 1º gennaio - Fan Jun, sincronetta cinese
- 1º gennaio - Emre Mutlu, lottatore turco
- 1º gennaio - Perina Lokure Nakang, mezzofondista sudsudanese
- 1º gennaio - Jason Schmidt, attore e cantautore statunitense
- 1º gennaio - Giada Tomaselli, saltatrice con gli sci italiana
- 1º gennaio - Dar'ja Trubnikova, ginnasta russa
- 1º gennaio - Rodrigo Varanda, calciatore brasiliano
- 2 gennaio - Stefan Despotovski, calciatore macedone
- 2 gennaio - CJ Egan-Riley, calciatore inglese
- 2 gennaio - Cəlal Hüseynov, calciatore azero
- 2 gennaio - Landon Jackson, giocatore di football americano statunitense
- 2 gennaio - Stefan Nillessen, mezzofondista olandese
- 2 gennaio - Kazeem Olaigbe, calciatore belga
- 2 gennaio - Mohamed Ouédraogo, calciatore burkinabé
- 2 gennaio - Chop Robinson, giocatore di football americano statunitense
- 2 gennaio - Jesús Vázquez, calciatore spagnolo
- 2 gennaio - Elye Wahi, calciatore francese
- 3 gennaio - Lewis Dobbin, calciatore inglese
- 3 gennaio - Andrés Ferrari, calciatore uruguaiano
- 3 gennaio - Natalia Linares, lunghista e velocista colombiana
- 3 gennaio - Yolotl Martínez, tuffatore messicano
- 3 gennaio - Daniel Oyegoke, calciatore inglese
- 3 gennaio - Devin Padelford, calciatore statunitense
- 3 gennaio - Edoardo Pieragnolo, calciatore italiano
- 3 gennaio - Tang Xijing, ginnasta cinese
- 3 gennaio - Greta Thunberg, attivista svedese
- 3 gennaio - Alan Virginius, calciatore francese
- 3 gennaio - Anastasija Škurdaj, nuotatrice bielorussa
- 4 gennaio - Rodri, calciatore spagnolo
- 4 gennaio - Aleah Finnegan, ginnasta statunitense
- 4 gennaio - Jaeden Martell, attore statunitense
- 4 gennaio - Jahnoah Markelo, calciatore olandese
- 4 gennaio - Bryan Olivo, ciclista su strada, pistard e ciclocrossista italiano
- 4 gennaio - Kevin Santos Lopes de Macedo, calciatore brasiliano
- 4 gennaio - Matías Segovia, calciatore paraguaiano
- 5 gennaio - Mamadou Lamine Camara, calciatore senegalese
- 5 gennaio - Ronaldo Camará, calciatore guineense
- 5 gennaio - Namory Cissé, calciatore austriaco
- 5 gennaio - Kryštof Daněk, calciatore ceco
- 5 gennaio - Samba Diallo, calciatore senegalese
- 5 gennaio - Danijel Djurić, calciatore islandese
- 5 gennaio - Jolien Knollema, pallavolista olandese
- 5 gennaio - Kingstone Mutandwa, calciatore zambiano
- 5 gennaio - Szymon Włodarczyk, calciatore polacco
- 6 gennaio - Brian Aguirre, calciatore argentino
- 6 gennaio - Gaspar Duarte, calciatore argentino
- 6 gennaio - Daniele Ghilardi, calciatore italiano
- 6 gennaio - Hong Kexin, lottatrice cinese
- 6 gennaio - Siebe Ledegen, cestista belga
- 6 gennaio - Daniele Napolitano, pistard italiano
- 6 gennaio - Melaine Olodo, cestista beninese
- 6 gennaio - Mario Peñalver, calciatore cubano
- 6 gennaio - Jules-Anthony Vilsaint, calciatore canadese
- 7 gennaio - Vicente Conelli, calciatore cileno
- 7 gennaio - Ryan Dunn, cestista statunitense
- 7 gennaio - Dario Kreiker, calciatore austriaco
- 7 gennaio - Klistan Lawrence, pallavolista portoricano
- 7 gennaio - Máximo Perrone, calciatore argentino
- 7 gennaio - Djibril Soumaré, calciatore senegalese
- 7 gennaio - Salvador Gordo, nuotatore angolano
- 8 gennaio - Finlay Knox, nuotatore canadese
- 8 gennaio - Annerly Poulos, tennista australiana
- 8 gennaio - Luis Sequeira, calciatore argentino
- 8 gennaio - Isabel Sjölin, sciatrice alpina svedese
- 9 gennaio - Alice Giai, calciatrice italiana
- 9 gennaio - Caleb Houstan, cestista canadese
- 9 gennaio - Thomas Kastanaras, calciatore tedesco
- 9 gennaio - Dániel Mészáros, nuotatore ungherese
- 9 gennaio - Ricardo Pepi, calciatore statunitense
- 9 gennaio - Sangiovanni, cantautore italiano
- 10 gennaio - Cesare Casadei, calciatore italiano
- 10 gennaio - Ahmad Faqa, calciatore siriano
- 10 gennaio - Jeison Fuentealba, calciatore cileno
- 10 gennaio - Nohan Kenneh, calciatore liberiano
- 10 gennaio - Joppe Mennes, cestista belga
- 10 gennaio - Miguel Menino, calciatore portoghese
- 10 gennaio - Xander Pintelon, cestista belga
- 10 gennaio - Matteo Spagnolo, cestista italiano
- 11 gennaio - Peter Ademo, calciatore nigeriano
- 11 gennaio - Francisco Facello, calciatore argentino
- 11 gennaio - Mia Hunt, sciatrice alpina statunitense
- 11 gennaio - Kevin Malthus, calciatore brasiliano
- 11 gennaio - Mattia Zanotti, calciatore italiano
- 11 gennaio - Pleun van der Pijl, pallavolista olandese
- 12 gennaio - Agustín Módica, calciatore argentino
- 12 gennaio - Torben Rhein, calciatore tedesco
- 12 gennaio - Jhojan Torres, calciatore colombiano
- 12 gennaio - Matías Vásquez, calciatore cileno
- 13 gennaio - Sara Andersson, biatleta svedese
- 13 gennaio - Leandro Antonetti, calciatore portoricano
- 13 gennaio - Maximiliano Burruzo, calciatore uruguaiano
- 13 gennaio - Juan Diego Castillo, calciatore colombiano
- 13 gennaio - Rafael Guerrero, calciatore messicano
- 13 gennaio - Mylian Jiménez, calciatore olandese
- 13 gennaio - Oksana Selechmet'eva, tennista russa
- 13 gennaio - Reece Ushijima, pilota automobilistico giapponese
- 14 gennaio - Arthur Atta, calciatore francese
- 14 gennaio - Martim Neto, calciatore portoghese
- 14 gennaio - Josephine Højbjerg, attrice danese
- 14 gennaio - Marcelo Esponda, calciatore argentino
- 14 gennaio - Giovanni Fabbian, calciatore italiano
- 14 gennaio - Frans Krätzig, calciatore tedesco
- 14 gennaio - Andrea Oliveri, calciatore italiano
- 14 gennaio - Shemar Turner, giocatore di football americano statunitense
- 14 gennaio - Berkay Vardar, calciatore turco
- 15 gennaio - Thibaut Bernard, pistard e ciclista su strada belga
- 15 gennaio - Aleksander Buksa, calciatore polacco
- 15 gennaio - Selina Egle, slittinista austriaca
- 15 gennaio - Christian Marques, calciatore portoghese
- 15 gennaio - Mariusz Fornalczyk, calciatore polacco
- 15 gennaio - Salim Fago Lawal, calciatore nigeriano
- 15 gennaio - Guillermo López, calciatore uruguaiano
- 15 gennaio - Hamissou Dangabo, calciatore centrafricano
- 15 gennaio - Gizo Mamageishvili, calciatore georgiano
- 15 gennaio - Otar Mamageishvili, calciatore georgiano
- 15 gennaio - Peng Xuwei, nuotatrice cinese
- 15 gennaio - Andrés Salazar, calciatore colombiano
- 15 gennaio - Jordan Semedo, calciatore capoverdiano
- 15 gennaio - Joel Voelkerling Persson, calciatore svedese
- 16 gennaio - Noah Ohio, calciatore olandese
- 16 gennaio - Martin Ndzie, calciatore camerunese
- 16 gennaio - Zoe Atkin, sciatrice freestyle britannica
- 16 gennaio - Diana Dėvis, danzatrice su ghiaccio russa
- 16 gennaio - Michael Foster, cestista statunitense
- 16 gennaio - Pierre Gautherat, ciclista su strada e ciclocrossista francese
- 16 gennaio - Oscar Heine, sciatore alpino austriaco
- 16 gennaio - Amadoni Kamolov, calciatore tagiko
- 16 gennaio - Ahmetcan Kaplan, calciatore turco
- 16 gennaio - Kazımcan Karataş, calciatore turco
- 16 gennaio - Manuel Keliano, calciatore angolano
- 16 gennaio - Rayan Lutin, calciatore comoriano
- 16 gennaio - Flavio Paoletti, calciatore italiano
- 16 gennaio - Alec Segaert, ciclista su strada belga
- 16 gennaio - Javi Serrano, calciatore spagnolo
- 16 gennaio - Antonio Vergara, calciatore italiano
- 17 gennaio - Bonfanti, calciatore italiano
- 17 gennaio - Lucia Bramati, mountain biker e ciclocrossista italiana
- 17 gennaio - Fryderyk Gerbowski, calciatore polacco
- 17 gennaio - Eva-Lotta Kiibus, pattinatrice artistica su ghiaccio estone
- 17 gennaio - Santiago Otegui, calciatore uruguaiano
- 17 gennaio - Robin Roefs, calciatore olandese
- 17 gennaio - Mateja Đorđević, calciatore serbo
- 18 gennaio - Ilay Camara, calciatore senegalese
- 18 gennaio - Ayal Dagnachew, mezzofondista etiope
- 18 gennaio - Judeline, cantautrice spagnola
- 18 gennaio - Patryck Lanza, calciatore brasiliano
- 18 gennaio - Marcos Paulo, calciatore brasiliano
- 18 gennaio - Max Perathoner, sciatore alpino italiano
- 18 gennaio - Jonathan Pérez, calciatore messicano
- 18 gennaio - Federico Redondo, calciatore spagnolo
- 18 gennaio - Devyne Rensch, calciatore olandese
- 18 gennaio - Kingsley Suamataia, giocatore di football americano statunitense
- 19 gennaio - Felix Afena-Gyan, calciatore ghanese
- 19 gennaio - Jack Alexy, nuotatore statunitense
- 19 gennaio - Isak Bjerkebo, calciatore svedese
- 19 gennaio - Nikita Ermakov, calciatore russo
- 19 gennaio - Matyáš Kopecký, ciclista su strada e ciclocrossista ceco
- 19 gennaio - Ilaix Moriba, calciatore guineano
- 19 gennaio - Sodikdzhon Kurbonov, calciatore tagiko
- 19 gennaio - Maksim Paskotši, calciatore estone
- 19 gennaio - Christian Rasmussen, calciatore danese
- 20 gennaio - Tekan Berhe, mezzofondista etiope
- 20 gennaio - Jack Doohan, pilota automobilistico australiano
- 20 gennaio - Ángel Estrada, calciatore messicano
- 20 gennaio - Luis-Joe Lührs, ciclista su strada e pistard tedesco
- 20 gennaio - Xeniya Makarova, nuotatrice artistica kazaka
- 20 gennaio - J.J. McCarthy, giocatore di football americano statunitense
- 20 gennaio - Jovan Mituljikić, calciatore serbo
- 20 gennaio - Nikola Mituljikić, calciatore serbo
- 20 gennaio - Ervin Omić, calciatore austriaco
- 20 gennaio - Abdullah Radif, calciatore saudita
- 20 gennaio - Antonia Ružić, tennista croata
- 20 gennaio - Darío Serra, calciatore spagnolo
- 20 gennaio - Floris Smand, calciatore olandese
- 21 gennaio - Romain Grégoire, ciclista su strada e ciclocrossista francese
- 21 gennaio - Hannibal Mejbri, calciatore francese
- 21 gennaio - Assémian Moularé, cestista francese
- 21 gennaio - Aaron Ramsey, calciatore inglese
- 21 gennaio - Sebastián Santos Rosales, calciatore messicano
- 21 gennaio - Martin Vitík, calciatore ceco
- 22 gennaio - Lucas Besozzi, calciatore argentino
- 22 gennaio - Lorna Bodha, giocatrice di badminton mauriziana
- 22 gennaio - Michael Halliday, calciatore statunitense
- 22 gennaio - Ezequiel Herrera, calciatore argentino
- 22 gennaio - Juan Martín Iribarren, calciatore argentino
- 22 gennaio - Mykyta Kononov, calciatore ucraino
- 22 gennaio - Gabri Martínez, calciatore spagnolo
- 22 gennaio - Daniil Odoevskij, calciatore russo
- 22 gennaio - Miqueas Redín, calciatore uruguaiano
- 22 gennaio - Luka Subotić, calciatore serbo
- 22 gennaio - Jáchym Šíp, calciatore ceco
- 23 gennaio - Rubén Domínguez, cestista spagnolo
- 23 gennaio - Real Gill, calciatore trinidadiano
- 23 gennaio - Kim Ye-lim, pattinatrice artistica su ghiaccio sudcoreana
- 23 gennaio - Kamari Lassiter, giocatore di football americano statunitense
- 23 gennaio - Jackson Powers-Johnson, giocatore di football americano statunitense
- 23 gennaio - Ákos Szendrei, calciatore ungherese
- 23 gennaio - Armel Traoré, cestista francese
- 24 gennaio - Julia David-Smith, mezzofondista francese
- 24 gennaio - Hugo Novoa, calciatore spagnolo
- 24 gennaio - Johnny Orlando, cantante e youtuber canadese
- 24 gennaio - Nikolas Veratschnig, calciatore austriaco
- 24 gennaio - Denys Šostak, calciatore ucraino
- 25 gennaio - Josie Baff, snowboarder australiana
- 25 gennaio - Lenni Cirino, calciatore montserratiano
- 25 gennaio - Timothé Sivignon, sciatore freestyle francese
- 25 gennaio - Akhmed Tazhudinov, lottatore russo
- 25 gennaio - Talisa Torretti, ginnasta italiana
- 26 gennaio - Josué Mwimba Isala, calciatore congolese (Repubblica Democratica del Congo)
- 26 gennaio - Mohamed Nassoh, calciatore marocchino
- 26 gennaio - Eliel Chrystian Pereira Silva, calciatore brasiliano
- 26 gennaio - Alfie Templeman, cantautore e polistrumentista britannico
- 27 gennaio - Kyle Blandford, sciatore alpino canadese
- 27 gennaio - Kenji Cabrera, calciatore peruviano
- 27 gennaio - Maksym Chlan', calciatore ucraino
- 27 gennaio - Nils De Wilde, calciatore belga
- 27 gennaio - Alonzo Engwanda, calciatore belga
- 27 gennaio - Gustav Grubbe, calciatore danese
- 27 gennaio - Ralph Konnor, sciatore freestyle statunitense
- 27 gennaio - Lauren Scruggs, schermitrice statunitense
- 27 gennaio - Kosi Thompson, calciatore canadese
- 28 gennaio - Inas, rapper bosniaco
- 28 gennaio - Samuel Edozie, calciatore inglese
- 28 gennaio - Sharon Kantor, velista israeliana
- 28 gennaio - Mila, calciatore brasiliano
- 28 gennaio - Whitney Peak, attrice e modella canadese
- 28 gennaio - Tatyana Volozhanina, ginnasta bulgara
- 28 gennaio - Wu Qingfeng, nuotatrice cinese
- 29 gennaio - Jarell Quansah, calciatore inglese
- 29 gennaio - Billy Bowman Jr., giocatore di football americano statunitense
- 29 gennaio - Jakob Davies, attore canadese
- 29 gennaio - Cristian Ignat, calciatore moldavo
- 29 gennaio - Udodi Onwuzurike, velocista nigeriano
- 29 gennaio - Manuel Palavecino, calciatore argentino
- 29 gennaio - Gretchen Walsh, nuotatrice statunitense
- 29 gennaio - Mateusz Łęgowski, calciatore polacco
- 30 gennaio - Kevin Alaniz, calciatore uruguaiano
- 30 gennaio - Alexis Manyoma, calciatore colombiano
- 30 gennaio - Chang Fukang, goista malaysiano
- 30 gennaio - Leonardo Della Bianca, attore, doppiatore e musicista italiano
- 30 gennaio - Saba Khvadagiani, calciatore georgiano
- 30 gennaio - Mason McTavish, hockeista su ghiaccio canadese
- 30 gennaio - Amen Thompson, cestista statunitense
- 30 gennaio - Ausar Thompson, cestista statunitense
- 30 gennaio - Calvin Twigt, calciatore olandese
- 30 gennaio - Romeo Vučić, calciatore austriaco
- 30 gennaio - André Vásquez, calciatore peruviano
- 31 gennaio - Bruno Antúnez, calciatore uruguaiano
- 31 gennaio - Thijs De Ridder, cestista belga
- 31 gennaio - Mathías De Ritis, calciatore uruguaiano
- 31 gennaio - Franko Grgić, nuotatore croato
- 31 gennaio - Naïm Van Attenhoven, calciatore belga